# Remo Capitani
Remo Capitani, conosciuto anche come Ray O'Connor o Ray O'Conner (Roma, 19 dicembre 1927 – Roma, 14 febbraio 2014), è stato un attore e stuntman italiano.

## Biografia
Stuntman presente in molti film a Cinecittà, spesso anche come caratterista fra gli anni sessanta e ottanta, divenne famoso soprattutto per la sua interpretazione nel western Lo chiamavano Trinità... nel ruolo del prepotente ladrone messicano Mezcal. Entrato nel mondo del cinema grazie al padre Ferruccio Capitani, nel periodo in cui il cinema americano veniva a girare i suoi kolossal a Roma, Capitani lavorò soprattutto nel genere spaghetti western. È morto a Roma, nella sua casa al Quarticciolo, il 14 febbraio 2014 a 86 anni. I funerali si sono svolti il 17 febbraio nella Chiesa dell'Ascensione di Nostro Signore Gesù Cristo e la salma è stata inumata al cimitero di Tivoli.

## Filmografia

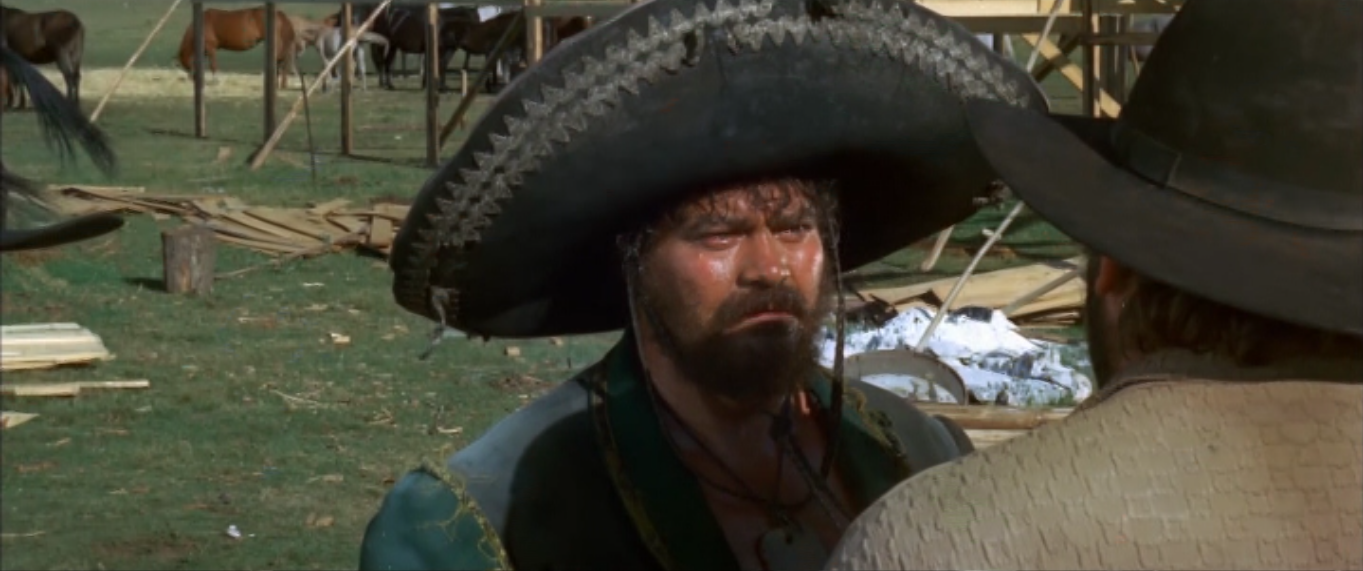
Remo Capitani nel ruolo di Mezcal e Bud Spencer (di spalle) in una scena del film Lo chiamavano Trinità... (1970).

- Uccidi o muori, regia di Tanio Boccia (1966)
- Dio perdona... io no!, regia di Giuseppe Colizzi (1967)
- Sapevano solo uccidere, regia di Tanio Boccia (1968)
- Oggi a me... domani a te, regia di Tonino Cervi (1968)
- Vendetta per vendetta, regia di Mario Colucci (1968)
- I quattro dell'Ave Maria, regia di Giuseppe Colizzi (1968)
- E venne il tempo di uccidere, regia di Enzo Dell'Aquila (1968)
- La belva, regia di Mario Costa (1970)
- I vendicatori dell'Ave Maria, regia di Bitto Albertini (1970)
- Lo chiamavano Trinità..., regia di E.B. Clucher (1970)
- Bastardo, vamos a matar, regia di Gino Mangini (1971)
- W Django!, regia di Edoardo Mulargia (1971)
- Amico, stammi lontano almeno un palmo, regia di Michele Lupo (1972)
- ...e alla fine lo chiamarono Jerusalem l'implacabile (Padella calibro 38), regia di Antonio Secchi (1972)
- Spirito Santo e le 5 magnifiche canaglie, regia di Roberto Mauri (1972)
- Bada alla tua pelle, Spirito Santo!, regia di Roberto Mauri (1972)
- Novelle galeotte d'amore, regia di Antonio Margheriti (1972)
- Episodio, Viola di Canterbury proibito, regia di Italo Alfaro (1972)
- Finalmente... le mille e una notte, regia di Antonio Margheriti (1972)
- Il grande duello, regia di Giancarlo Santi (1972)
- Fra' Tazio da Velletri, regia di Romano Scandariato (1973)
- Kid il monello del West, regia di Tonino Ricci (1973)
- Oremus, Alleluia e Così Sia, regia di Alfio Caltabiano (1973)
- Abbasso tutti, viva noi, regia di Gino Mangini (1974)
- Carambola, filotto... tutti in buca, regia di Ferdinando Baldi (1975)
- Porno erotico western, regia di Angelo Pannacciò (1979)

## Doppiatori italiani
- Vinicio Sofia in Oggi a me...domani a te, Lo chiamavano Trinità..., Amico, stammi lontano almeno un palmo
- Arturo Dominici in I vendicatori dell'Ave Maria, W Django
- Corrado Gaipa in Dio perdona...io no!, Vendetta per vendetta
- Cesare Polacco in I quattro dell'Ave Maria
- Alessandro Sperlì in La belva
- Ferruccio Amendola in Bada alla tua pelle, Spirito Santo!
- Sergio Fiorentini in ...E alla fine lo chiamarono Jerusalem l'implacabile (Padella calibro 38)
- Aldo Barberito in Fra' Tazio da Velletri
- Renato Mori in Carambola, filotto...tutti in buca